# Thomas Vaessens
Thomas Lambertus Vaessens (Maastricht, 17 november 1967) is sinds 1 juli 2020 decaan van de faculteit Cultuurwetenschappen aan de Open Universiteit. Daarvoor was hij van 2005 tot 2020 verbonden aan de Universiteit van Amsterdam, achtereenvolgens als hoogleraar Nederlandse letterkunde, onderzoeksdirecteur, onderwijsdirecteur en vice-decaan van de Faculteit Geesteswetenschappen. Hij studeerde Nederlandse taal- en letterkunde aan de Universiteit Utrecht en promoveerde in 1998 op een proefschrift getiteld Nijhoff, Van Ostaijen en de mentaliteit van het modernisme.
Vaessens publiceerde verschillende boeken over onder meer het modernisme (Circus Dubio & Schroom, 1998), postmoderne poëzie (Postmoderne poëzie in Nederland en Vlaanderen, 2003, met Jos Joosten), Lucebert (De verstoorde lezer, 2001) en over de 'identiteitscrisis' van de poëzie (Ongerijmd succes. Poëzie in een onpoëtische tijd, 2006). In 2006 verscheen tevens zijn oratie Het boek was beter. Literatuur tussen autonomie en massificatie. 
In 2009 verscheen De revanche van de roman; literatuur, autoriteit en engagement, waarin hij aan de hand van werk van onder meer Marjolijn Februari, Arnon Grunberg, Frans Kellendonk, Charlotte Mutsaers, Leon de Winter en Joost Zwagerman ingaat op het nieuwe maatschappelijke engagement van wat hij noemt de "laat-postmoderne" roman. De revanche van de roman leidde tot veel debat in de Nederlandse media. Terwijl hij door critici die sterker vasthouden aan de principes van het autonome kunstwerk (New Criticism met zijn nadruk op close reading) ervan werd beticht de studenten op te voeden tot 'zappend lezen', ondervond hij er ook veel waardering voor dat hij de literatuurwetenschap en de neerlandistiek uit de ivoren toren haalde en voor meer leven in de brouwerij zorgde. 
In 2013 verscheen zijn Geschiedenis van de moderne Nederlandse literatuur, een handboek voor literatuurhistorisch onderzoek. Het boek stelt een methode voor om de veranderingen te verklaren die in de loop van de tijd optreden in de interpretatie en waardering van canonieke literaire teksten. Daartoe worden zogenaamde ‘frames’ ingezet: stelsels van literaire verwachtingen en vooronderstellingen (bv. het modernistische of postmodernistische frame).
In 2018 verscheen bij uitgeverij Atlas Contact Vaessens' boek De Daf van mijn vader, een cultuurgeschiedenis van naoorlogs Nederland aan de hand van de personenauto die in de jaren zestig in Nederland werden geproduceerd.